# Przełamując wiarę
Przełamując wiarę (ang. Higher Ground) – amerykański film obyczajowy z 2011 w reżyserii Very Farmigi. Wyprodukowany przez Sony Pictures Classics. Jest to reżyserski debiut Farmigi.
Światowa premiera filmu miała miejsce 23 stycznia 2011 roku podczas Festiwalu Filmowego w Sundance. Premiera filmu w USA odbyła się 26 sierpnia 2011 roku.

## Opis fabuły
Nastoletnia Corrine (Taissa Farmiga) czuje się zagubiona w życiu. Poznaje Ethana (Joshua Leonard) i razem z nim dołącza do ortodoksyjnej wspólnoty religijnej, która daje im poczucie bezpieczeństwa. Dorosła Corrine (Vera Farmiga) zaczyna wątpić, czy jej wybory były słuszne. Na nowo szuka sensu życia.

## Obsada
- Vera Farmiga jako Corinne Walker
- Donna Murphy jako Kathleen Walker
- John Hawkes jako CW Walker
- Nina Arianda jako Wendy Walker
- Dagmara Dominczyk jako Annika
- Norbert Leo Butz jako Pastor Bill
- Bill Irwin jako Pastor Bud
- Joshua Leonard jako Ethan Miller
- Ebon Moss-Bachrach jako Luke
- Taissa Farmiga jako młoda Corinne
- Boyd Holbrook jako młody Ethan